# Реципрокность (эволюционная биология)
Реципрокность или взаимность (от англ. Reciprocity) — понятие эволюционной биологии. Означает механизм, посредством которого достигается эволюционное преимущество за счет кооперативного или альтруистического поведения особей. Родственный обратный механизм мести наносит вред сообществу данного вида, и, как следствие, неблагоприятен в эволюционном смысле.

## Основные типы
Изучены три типа взаимности:
- Прямая взаимность
- Непрямая взаимность
- Сетевая взаимность

## Прямая взаимность
Американский биолог Роберт Трайверс предложил прямую взаимность в качестве эволюционного механизма развития сотрудничества между особями. Если в эволюционной игре встречи между одними и теми же особями повторяются и при этом каждый из них может выбрать либо «сотрудничать», либо «отказаться», то стратегия взаимного сотрудничества может быть предпочтительной, даже если в краткосрочной перспективе выгоднее отказаться, когда другой сотрудничает. Прямая взаимность может привести к развитию сотрудничества, только если вероятность повторной встречи между особями (w) превышает отношение затрат к выгоде альтруистического акта:
w> c / b

## Непрямая взаимность
Имеет место в том случае, если особи повторно не встречаются. Исследования показывают, что естественный отбор отдает предпочтение стратегиям, приводящим к улучшению репутации донора: особи (люди) с хорошей репутацией с большей вероятностью получат помощь в будущем.
Во многих ситуациях поощряется также продолжение сотрудничества несмотря на эпизодическую неблагодарность. Однако сообщества, основанные на сотрудничестве, зачастую нестабильны, потому что мутанты, склонные к эгоизму, могут нарушить баланс отношений.
Непрямая взаимность будет способствовать сотрудничеству, только если вероятность того, что q узнает о чьей-либо репутации, превышает соотношение цена/выгоды альтруистического акта:
q> c / b
Одна важная проблема, связанная с этим явлением, заключается в том, что люди из скромности могут скрывать свою (хорошую) репутацию, уменьшая тем самым положительный эффект от неё.
Отдельные акты косвенной взаимности могут быть классифицированы как направленные «снизу вверх» или «сверху вниз»:.

## Сетевая взаимность
Зачастую реальные популяции имеют неоднородную организацию, то есть наблюдается наличие сообществ, подобных социальным сетям, в результате чего некоторые особи (люди) взаимодействуют чаще, чем другие. В этом случае соотношение выгод и затрат должно превышать количество связей k данной особи:
b / c> k

## Примеры
Американский биолог Э. О. Уилсон называет примеры того, как прямая реципрокность приводит к развитию
кооперации, как типичного поведения у шимпанзе, ворон и некоторых других видов животных и птиц. У певчих птиц механизм кооперации («моббинг») применяется для отпугивания хищников.